# Pastovce
Pastovce (em húngaro: Ipolypásztó) é um município da Eslováquia, situado no distrito de Levice, na região de Nitra. Tem 12,86 km² de área e sua população em 2018 foi estimada em 493 habitantes.

## Demografia
| Ano:        | 1994 | 2004   | 2014   | 2024   |
| ----------- | ---- | ------ | ------ | ------ |
| Broj ljudi: | 561  | 544    | 503    | 479    |
| Razlika:    |      | -3,03% | -7,53% | -4,77% |

| Ano:               | 2023 | 2024   |
| ------------------ | ---- | ------ |
| Número de pessoas: | 487  | 479    |
| Diferença:         |      | -1,64% |